# Comuna Onokivți, Ujhorod
Onokivți (în ucraineană Оноківці) este o comună în raionul Ujhorod, regiunea Transcarpatia, Ucraina, formată din satele Onokivți (reședința) și Orihovîțea.

## Demografie
Componența lingvistică a comunei Onokivți
     Ucraineană (95,31%)
     Rusă (2,9%)
     Maghiară (1,43%)
     Alte limbi (0,15%)
Conform recensământului din 2001, majoritatea populației comunei Onokivți era vorbitoare de ucraineană (95,31%), existând în minoritate și vorbitori de rusă (2,9%) și maghiară (1,43%).